# Marieke van Leeuwen
Marieke van Leeuwen (Den Haag, 26 september 1950) is een Nederlands actrice, regisseuse en dichteres.
Zij bracht het grootste deel van haar jeugd door in België. Van Leeuwen studeerde aan de Studio Herman Teirlinck te Antwerpen. Zij speelde in diverse films en bij verschillende toneelgezelschappen. Daarnaast werkte ze als regisseuse, onder andere van het stuk Iep! van haar zus, de dichteres en schrijfster Joke van Leeuwen.
Van Leeuwen was geruime tijd verbonden aan het RO-theater. Zij is lid van de werkgroep Dordtse Dichters, een initiatief van Jan Eijkelboom, en publiceerde in 2005 haar jongste dichtbundel Liefde, Wraak en Andere Zaken bij uitgeverij Wagner & Van Santen.
Sinds 1974 is Van Leeuwen actief als actrice en speelt meestal rollen in Nederlandse series. In 1974 speelde Van Leeuwen voor het eerst in de Vlaamse jeugdserie Magister Maesius, waarin ze Elza speelde. In de rest van de series waarin ze speelde had ze een rol in één aflevering. Ook speelde ze in 2014 een rol in de serie Amateurs.
In 1993 speelde ze samen met haar zus Joke in de film Belle van Zuylen - Madame de Charrière.